# 神奈川県道211号久里浜港久里浜停車場線
神奈川県道211号久里浜港久里浜停車場線（かながわけんどう211ごう くりはまこうくりはまていしゃじょうせん）は、神奈川県横須賀市南部を走る一般県道。フェリーなどが発着する久里浜港と横須賀線の終着駅、久里浜駅を結ぶ比較的短い路線である。

## 概要
全区間横須賀市久里浜の平地を走る。起点では神奈川県道212号久里浜港線から分岐し、暫く海岸沿いに北東へ向かったのち開国橋付近から平作川に沿って北西へ進む。夫婦橋では国道134号・神奈川県道210号浦賀港久里浜停車場線と合流し、両道路との重複区間となって久里浜駅前へと至る。（Google マップ）

### 路線データ
- 全長：1.8km
- 起点：横須賀市久里浜8丁目 久里浜港（神奈川県道212号久里浜港線接続）
- 終点：横須賀市久里浜1丁目 JR久里浜駅前交差点（国道134号・神奈川県道210号浦賀港久里浜停車場線接続）

## 路線状況

### 重複区間
- 夫婦橋交差点 - JR久里浜駅前交差点（国道134号・神奈川県道210号浦賀港久里浜停車場線）

## 地理

### 通過する自治体
- 神奈川県
  - 横須賀市

### 周辺
- 久里浜港
- ペリー記念公園
- 開国橋
- 平作川
- 横須賀市立横須賀総合高等学校
- 横須賀市立久里浜小学校
- 夫婦橋
- 京急本線 京急久里浜駅
- 横須賀線 久里浜駅